# Охровка
Охровка (рос. Охровка) — присілок у Мар'яновському районі Омської області Російської Федерації.
Належить до муніципального утворення Грибановське сільське поселення. Населення становить 159 осіб.

## Історія
Згідно із законом від 30 липня 2004 року органом місцевого самоврядування є Грибановське сільське поселення.

## Населення
| 2010 |
| ---- |
| 159  |